# ラズグラト州

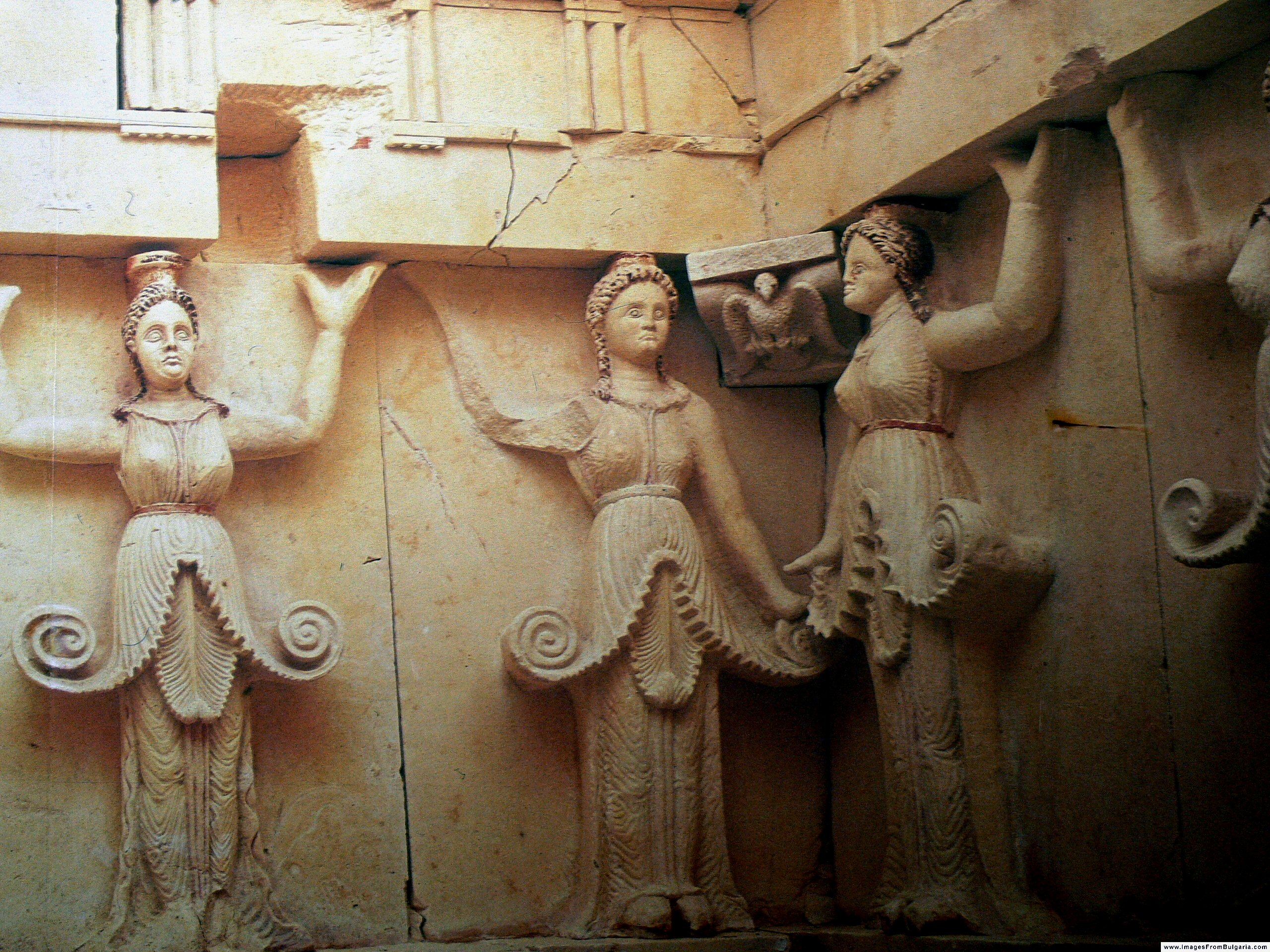
世界遺産・スヴェシュタリのトラキア人の墳墓

ラズグラト州（ラズグラトしゅう、ブルガリア語: Област Разград, ラテン文字転写: Oblast Razgrat、トルコ語: Razgrad ili）はブルガリア北東部に位置する州。州都はラズグラト。

## 基礎自治体

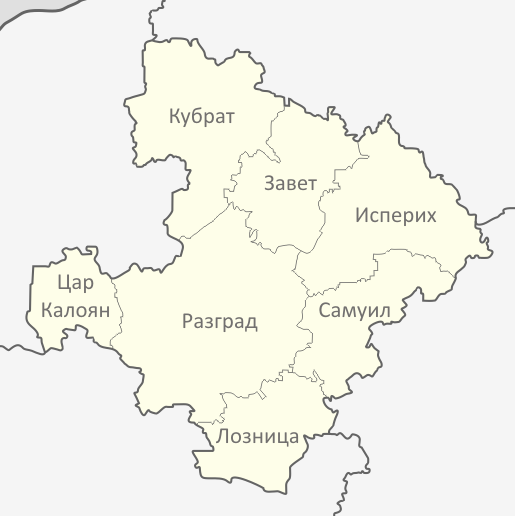
ラズグラト州の基礎自治体

- ラズグラト（Разград、Razgrad）、トルコ語名:ラズグラド、古くはヘザルグラド（Hezargrad） - 州都。
- イスペリフ（Исперих、Isperih）、トルコ語名:ケマルラル（Kemallar）
- クブラト（Кубрат、Kubrat）、トルコ語名:バルブナル（Balbunar）
- ロズニツァ（Лозница、Loznitsa）、トルコ語名:ザウト（Zavut）
- サムイル (ブルガリア)（Самуил、Samuil）、トルコ語名:トルラク（Torlak）
- ツァール・カロヤン（Цар Калоян、Tsar Kaloyan）、トルコ語名:クバドゥン（Kubadın）
- ザヴェト（Завет、Zavet）、トルコ語名:ウシュクラル（Işıklar）

## 地理
ラズグラト州はバルカン山脈の北側、ドナウ平原のなかの小高い丘陵地帯ルドゴルスコ台地（Лудогорско Плато、Ludogorsko Plato）に位置している。ルセ州、シリストラ州、シュメン州、トゥルゴヴィシテ州に四方を囲まれている。州都のラズグラトはソフィアから375キロメートル離れている。

## 歴史
青銅器時代からこの地方に人が居住していたことが確認されており、ラズグラトやイスペリフなどからは紀元前の時代の遺跡もおおく見つかっている。紀元前3世紀ごろのものと考えられるスヴェシュタリのトラキア人の墳墓は、イスペリフ市（Исперих、Isperih）スヴェシュタリ村（Свещари、Sveshtari）にあり、世界遺産に登録されている。

## 人口動態
ラズグラト州はクルジャリ州に次いでブルガリアで2番目にトルコ系の人口比率の高い州である。2001年のデータで、総人口は152,417人、その民族別の内訳は次の通りである。
- 47.2% トルコ人
- 44.0% ブルガリア人
- 5.7% ロマ

ラズグラト州に隣接する州はそれぞれ、クルジャリ州、ラズグラト州に次いでブルガリアで3 - 6番目にトルコ人の人口比率が高い（Turks in Bulgaria参照）州である。